# Office of War Information

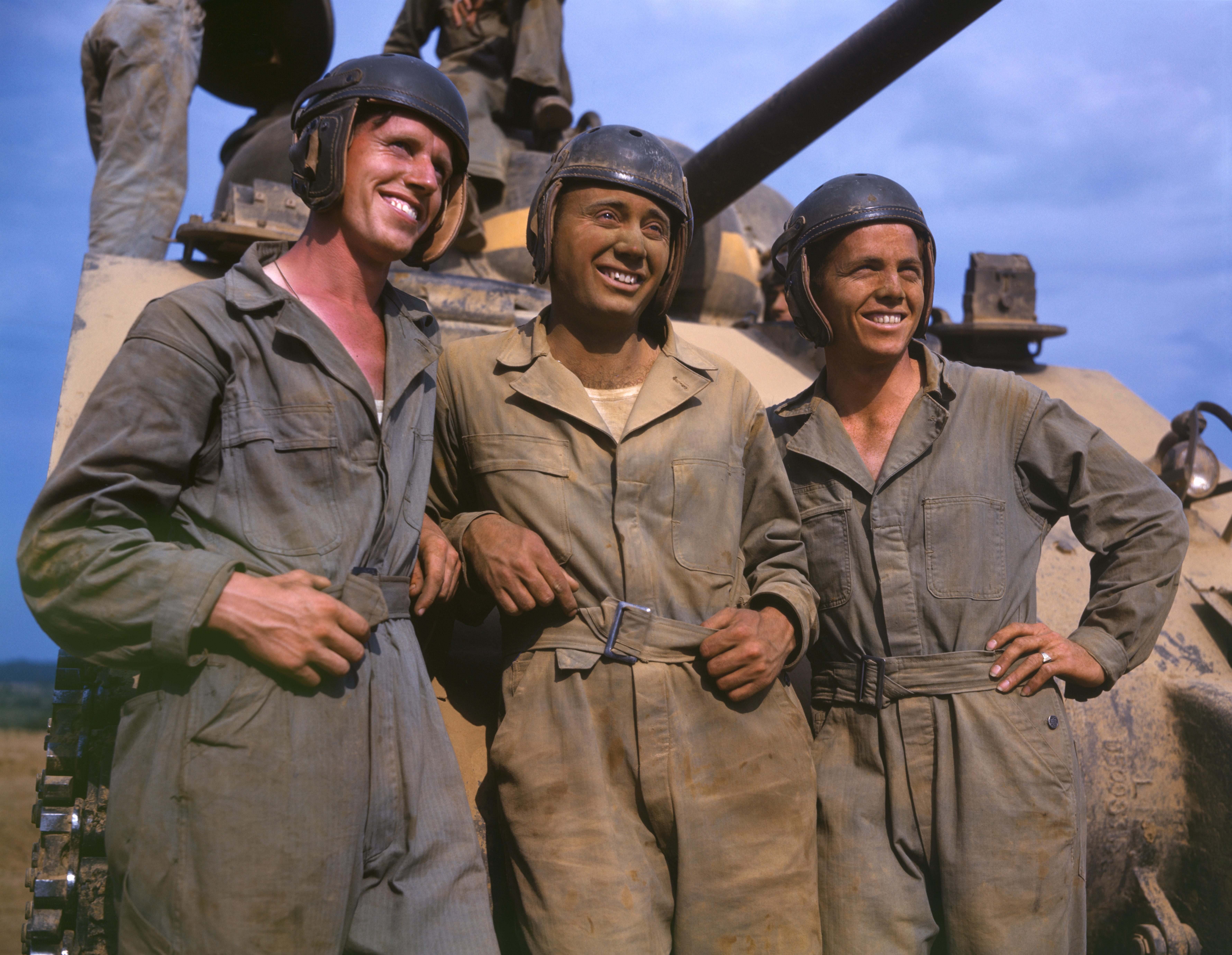
Osádka tanku M-4, OWI, Alfred T. Palmer, 1942

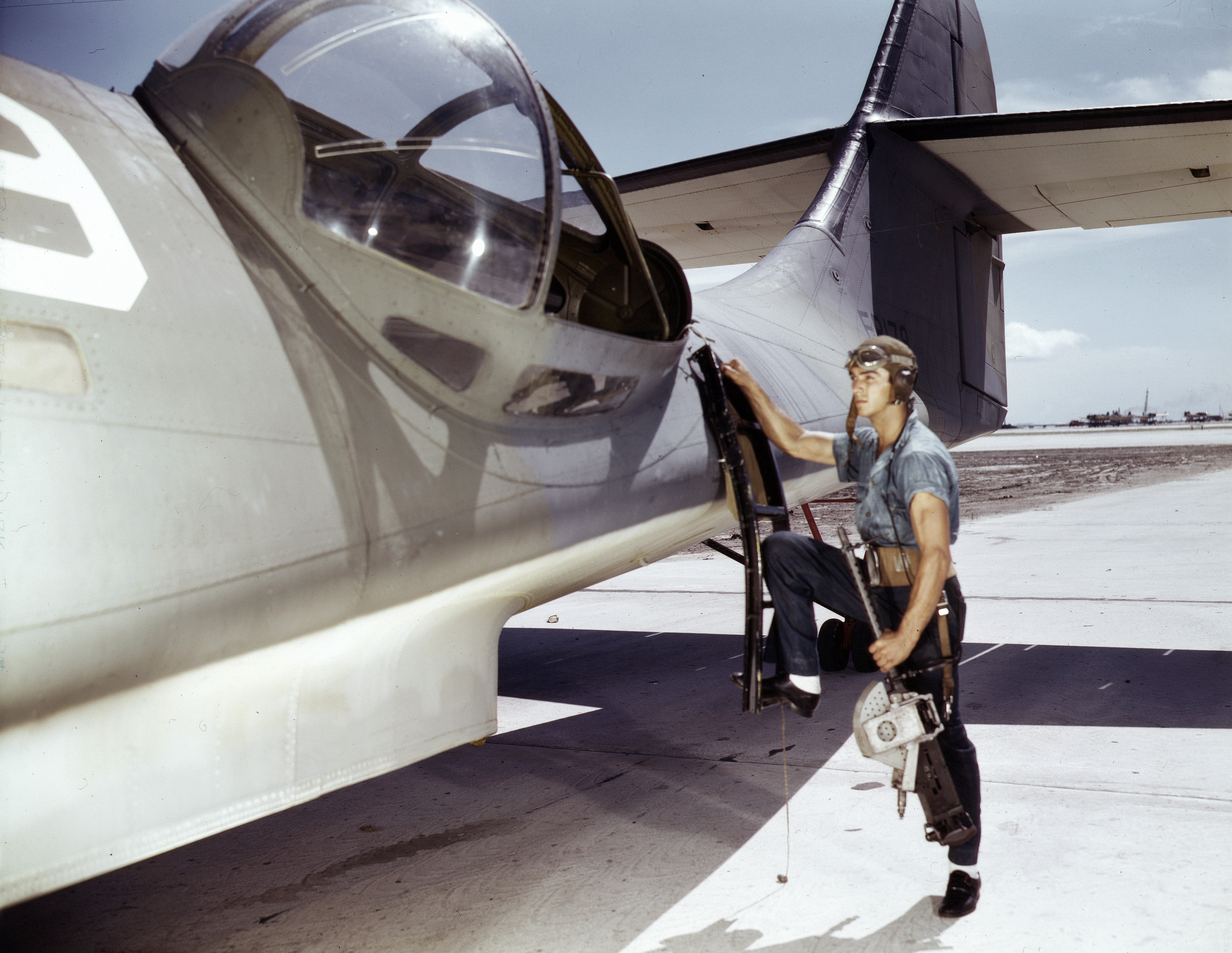
Instalace zbraně M1919 Browning, Howard R. Hollem, 1942

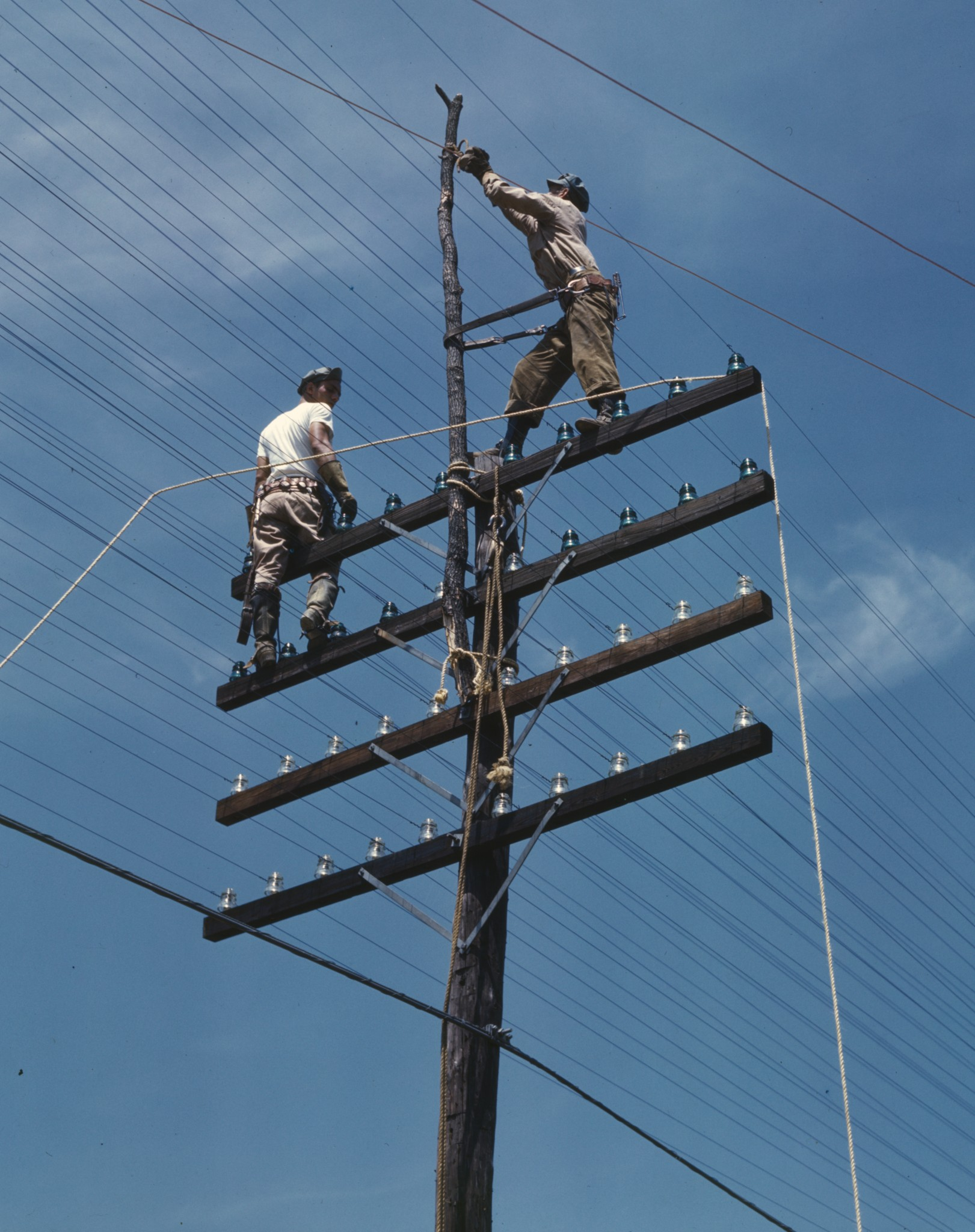
Adam a Eyon v akci, Alfred Palmer, 1944

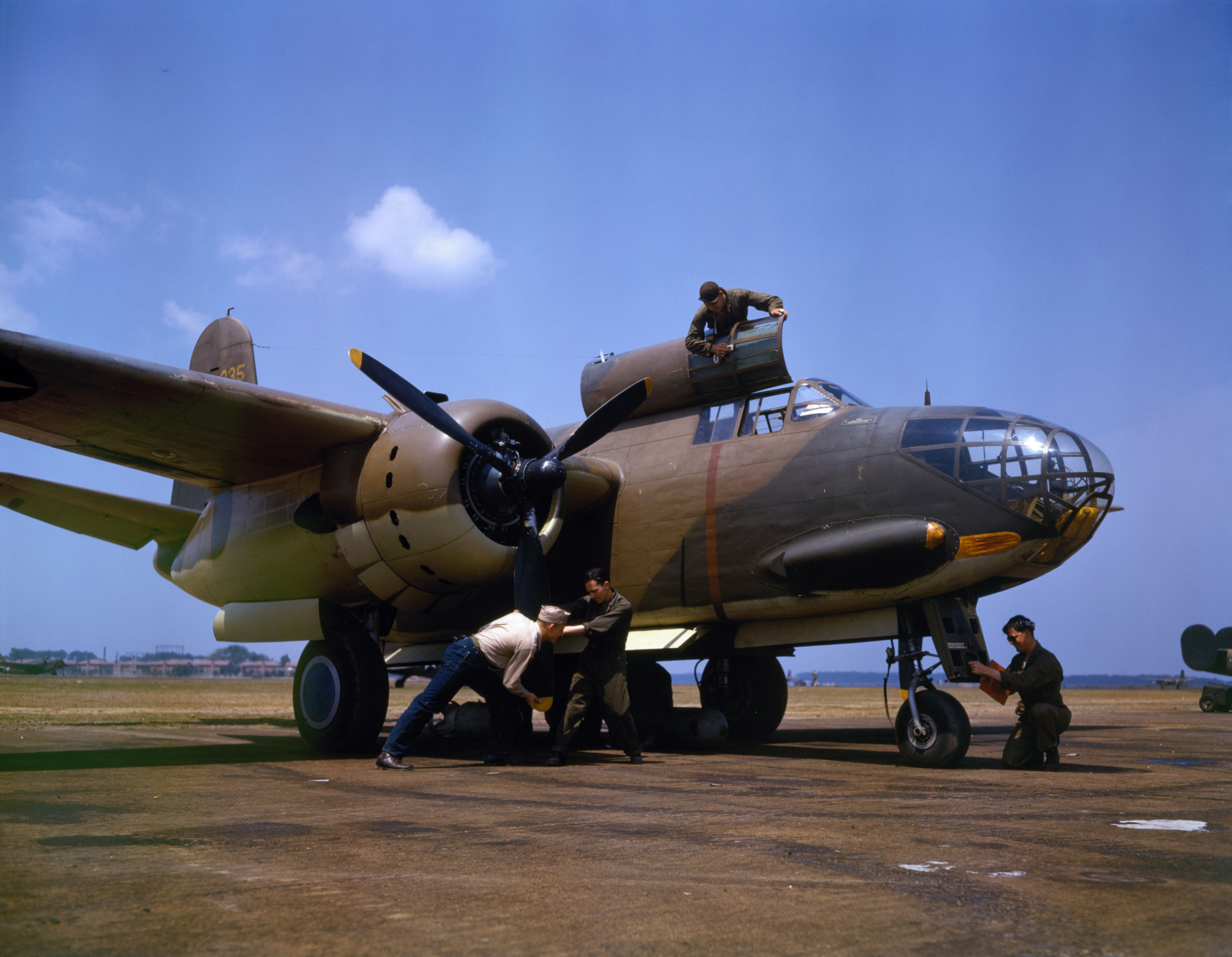
Servis bombardéru Douglas A-20 Havoc, OWI, Alfred T. Palmer, 1942

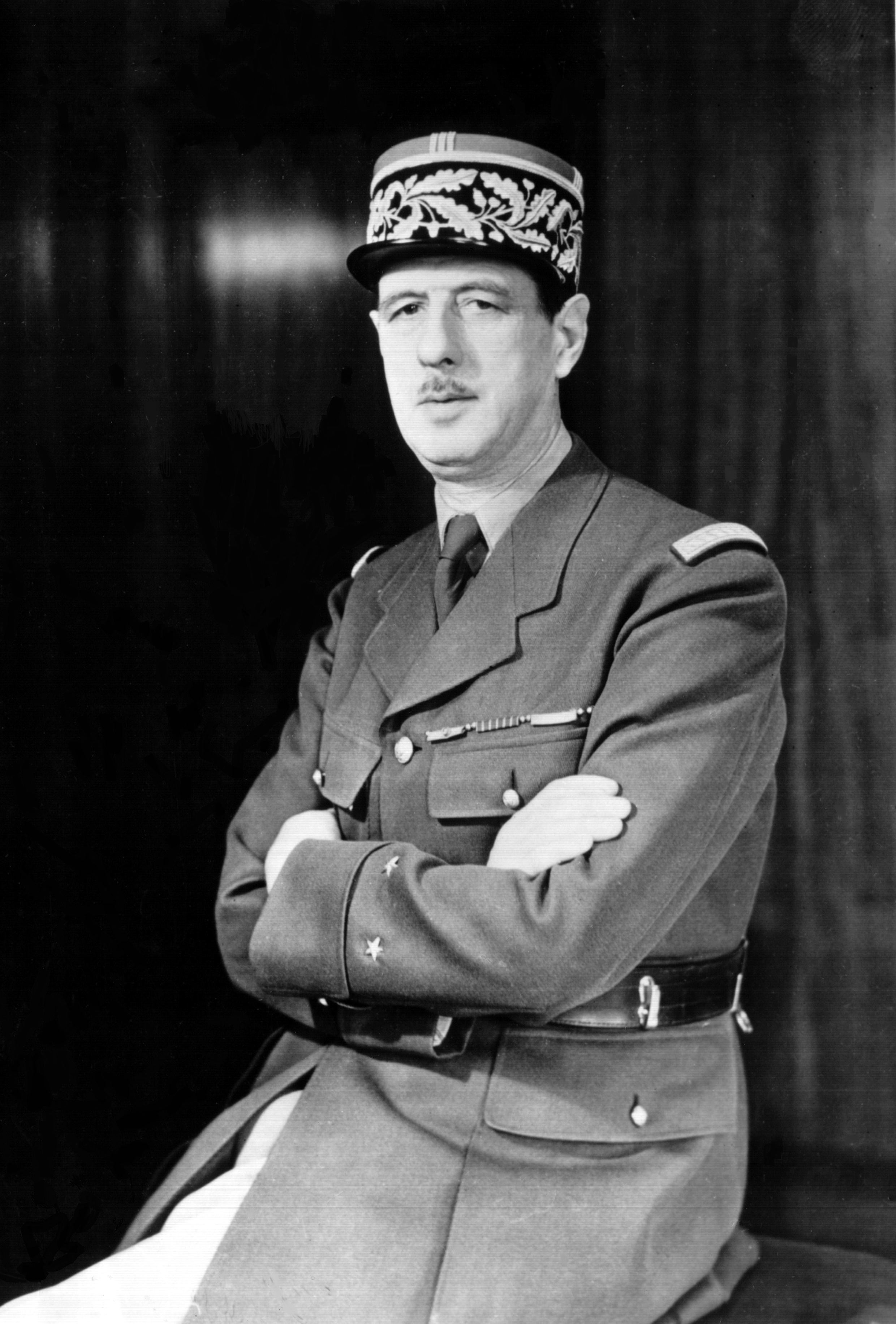
Charles de Gaulle, OWI, 1942

United States Office of War Information (OWI) – americký Úřad válečných informací nebo Válečná informační služba byla vládní americká agentura pro šíření informací a válečné propagandy během druhé světové války. Vznikla přejmenováním instituce Farm Security Administration, která byla vytvořena v roce 1935 v rámci New Deal. Členem OWI byl také český fotograf a filmový režisér Alexander Hackenschmied vystupující pod pseudonymem Hammid.

## Historie
OWI existovala od 13. června 1942 do 15. září 1945 a byla zřízena Úřadem pro fakta a čísla (Office of Facts and Figures). Zpracovávala informace z vládního úřadu Office of Government Reports, Oddělení pro informace pro řízení krizových situací (Office for Emergency Management) a různá oddělení Úřadu koordinátora informací (OCI) založeného roku 1941, později přejmenovaném na Office of the Coordinator of Inter-American Affairs (OCIAA).
Společnost OWI vznikla přejmenováním instituce Farm Security Administration, která byla vytvořena v roce 1935 v rámci New Deal. Jejím úkolem bylo v krizi pomáhat proti americké venkovské chudobě, podporovat skupování okrajových pozemků nebo práci na velkých pozemcích s moderními stroji a kolektivizaci.
Se vstupem USA do druhé světové války v prosinci 1941 však nastala změna: projekt FSA dostal jiné jméno – Office of War Informations – a také jiný program. Ve válce musela propaganda ukazovat, jak jsou Spojené státy silné a ne jaké mají potíže. V roce 1948, kdy FSA zanikla, byla dokonce snaha pořízené dokumenty zničit, aby nemohly být použity pro propagandu komunistickou.

## Zaměstnanci
Pro agenturu OWI pracovali například fotografové, spisovatelé, novináři, politici, režiséři nebo filosofové: Alfred T. Palmer, Andreas Feininger, Ann Rosenerová, Humphrey Cobb, Owen Lattimore, Edgar Ansel Mowrer, Milton S. Eisenhower, Howard Fast, George E. Taylor, John Fairbank, Alan Cranston, novinářka Jane Jacobsová, Čech Alexander Hackenschmied, Lewis Wade Jones, David Karr, Murray Leinster, Archibald MacLeish, Charles Olson, Arthur Schlesinger, Jr., William Stephenson, James Reston, Waldo Salt, Philip Keeney, Irving Lerner, Peter Rhodes, Christina Krotkova, Gordon Parks, Lee Falk, Ernestine Evans, spisovatel Jay Bennett, Howard R. Hollem nebo Flora Wovschin.
Ředitel divize Pacific operations pro OWI Owen Lattimore, který v roce 1944 doprovázel amerického viceprezidenta Henryho Wallace na misi do Číny a Mongolska, se na základě svědectví přeběhlíka ze sovětské GRU, generála Alexandra Barmina, později stal sovětským agentem.
Alexander Hackenschmied se do dějin kinematografie zapsal především jako autor filmu Meshes of the Afternoon (1943) pro Office of War Informations, který natočil společně se svou tehdejší manželkou Mayou Deren. Tento film je dnes uváděn jako iniciační a zároveň nejpodstatnější titul tzv. druhé americké avantgardy. O rok později natočil pod stejnou agenturou snímek Hymn of the Nations, který byl nominován na Oscara v kategorii nejlepší krátký dokumentární film.
Zaměstnání OWI poskytla také Jiřímu Voskovci a Janu Werichovi od února 1942 do konce války. Psali a připravovali patnáctiminutové pořady vysílané do Československa.
Jako asistentka v temné komoře u společnosti OWI začínala Esther Bubley. Na základě povzbuzení Roy Strykera a některých dalších předních fotografů později však sama začala pořizovat snímky pro historickou sekci OWI, která dokumentovala život na domácí půdě během války. Jejím nejvýznamnějším cyklem byla známá série reportážních snímků z autobusové linky mezi středozápadem a jihovýchodem USA.
V OWI působila také řada antropologů, kteří v zájmu amerického válečného úsilí studovali kultury „na dálku“. Výzkum zahrnoval nepřátelské národy a okupovaná teritoria a byl založen na analýze výpovědí přistěhovalců, literárních děl a dalších kulturních artefaktů. Zabývali se například Rumunskem, Holandskem, Německem, Thajskem a samozřejmě Japonskem.
Na konci roku 1943 Stryker OWI opustil a šel pracovat na veřejném projektu pro společnost Standard Oil (New Jersey). Spolu s ním z OWI odešli i další fotografové - včetně Esther Bubleyové, Gordona Parkse a Johna Vachona.

## Sovětská vyzvědačka
Flora Wovschin, která pro OWI pracovala od 9. září 1943 do 20. února 1945, byla později odhalena jako sovětská vyzvědačka, na seznamu komunistických špionů byla také její matka a nevlastní otec. Na Kolumbijské univerzitě se setkala s Marion Davis Berdeciovou a Judith Coplonovu a obě dvě dokázala přinutit ke spolupráci pro sovětskou špionážní agenturu NKVD. Po druhé světové válce se vzdala svého amerického občanství a žila v Sovětském svazu.

## Opozice a ukončení
Nesouhlas kongresové opozice s provozem OWI na domácí půdě způsoboval čím dál více zkracování finančních prostředků. V roce 1943 byly výdaje OWI na rok 1944 vyřazeny z rozpočtu a bylo přísně omezeno to, co mohla OWI na domácím trhu dělat. Mnohé pobočky byly uzavřeny včetně předsednictva Motion Picture Bureau. V roce 1944 fungovala OWI především v zahraničí, kde přispívala k oslabení morálky nepřítele. Agentura byla zrušena v roce 1945 a její zahraniční funkce byly převedeny na Ministerstvo zahraničí.
Činnost OWI byla ukončena k 15. září 1945 kabinetním usnesením dne 31. srpna 1945.